# Itsy Bitsy Spider
Itsy Bitsy Spider (noto anche come Incy Wincy Spider in Australia e Gran Bretagna, e molti altri nomi dal suono simile) è il titolo di una filastrocca popolare statunitense e del relativo fingerplay (gioco con le dita) che descrivono le avventure di un ragno mentre sale, scende e risale il deflusso o "spurgo" di un sistema di grondaie (o, in alternativa, il beccuccio di una teiera o di un serbatoio all'aperto). Di solito è accompagnato da una sequenza di gesti che imitano le parole della canzone.
Il numero del Roud Folk Song Index è 11586.

## Testo
Una versione comunemente diffusa usa queste parole e questi gesti:
| Parole | Gesti |
| --- | --- |
| The itsy bitsy spider climbed up the waterspout. Down came the rain and washed the spider out. Out came the sun and dried up all the rain and the itsy bitsy spider climbed up the spout again. | Si toccano alternativamente il pollice di una mano e l'indice dell'altra. Si portano le mani su e si ondeggiano le dita facendo scendere le mani per simulare la pioggia. Si spazza via con le mani verso lati opposti. Si sollevano le mani e si uniscono indici e pollici per formare un semicerchio a rappresentazione del sole. Si ondeggiano le dita. Si ripete il primo gesto. |

Ne esistono altre versioni in lingua inglese.

## Fonti
La canzone può essere trovata in pubblicazioni tra cui una versione alternativa nel libro Camp and Camino in Lower California (1910), dove era chiamata [la classica] "Spider Song". Sembra essere una versione diversa di questa canzone usando "bloom, bloody" invece di "itsy bitsy". Successivamente è stata pubblicata in una delle sue diverse versioni moderne in Western Folklore, dalla California Folklore Society (1948), in American Folk Songs for Children (1948) di Mike e Peggy Seeger.

Queste sono le parole del testo riportate nel 1910, tratti dalla "classica" Spider Song: 
Oh, the blooming, bloody spider went up the spider web,

The blooming, bloody rain came down and washed the spider out,

The blooming, bloody sun came out and dried up all the rain,

And the blooming, bloody spider came up the web again.

## Versioni in altre lingue
La canzone è cantata dai e per i bambini in innumerevoli lingue e culture. È simile alla melodia della canzone per bambini Spannenlanger Hansel nei paesi di lingua tedesca.

### Versioni in lingua italiana
In lingua italiana il testo è stato reso come Whisky il ragnetto (o Whiskey il ragnetto), in diversi adattamenti. Una versione segue il testo originale con l'ambientazione della grondaia, un'altra versione trasla la vicenda su una montagna e la integra con un'altra strofa. In versioni contemporanee per il mercato dei video in streaming per bambini, sono emerse nuove traduzioni del testo originale, nonché versioni in cui è stato conservato il nome del ragno "Incy Wincy" dagli originali britannici.

## Versioni incise della canzone
La famosa filastrocca è stata incisa e campionata più volte.
- 1980: Patsy Biscoe (con il nome "Incy Wincy Spider") CD: 50 Favorite Nursery Rhymes Vol. 1, disponibile anche come set da 3 CD 150 Favorite Nursery Rhymes[9]
- 1987: Carly Simon nell'album Coming Around Again
- 1988: Carly Simon sull'album Greatest Hits Live
- 1989: Nicole Kidman nella còlonna sonora di Dead Calm (con il nome "Incy Wincy")
- 1991: Little Richard sul CD Disney For Our Children, a beneficio della Elizabth Glaser Pediatric AIDS Foundation .
- 1995: la band pop danese-norvegese Aqua, allora conosciuta con il nome originale della band Joyspeed, pubblicò un singolo "Itsy Bitsy Spider".
- 2002: I Mars Volta hanno usato un campionamento della filastrocca nella loro canzone "Eunuch Provocateur" dall'album Tremulant.
- 2002: Raffi ha cantato questa canzone nel suo album Let's Play aggiungendo un versetto aggiuntivo.
- 2002: Joey DeLuxe durante i credits di Eight Legged Freaks
- 2006: EliZe feat. Jay Colin ha pubblicato " Itsy Bitsy Spider " sull'album In Control .
- 2013: la società Off-Center Productions di Maziar Bahari ha creato una versione animata della canzone con il personaggio animato di un topo chiamato "Journo".[10]

## Riferimenti nella cultura di massa

### Cinema
È uno dei temi musicali principali nel film horror del 2006 Séance.
Nel film di Jordan Peele Us, la ragazza, Adelaide Wilson, inizia a fischiare "Itsy Bitsy Spider" quando è giù nella sala dei divertimenti, di fronte alla sala degli specchi. Il suo doppelgänger, Red, inizia a fischiare la stessa canzone, proprio prima che si vedano per la prima volta. Tutti i doppelgänger sono stati sottoterra in attesa della loro opportunità di andare fuori terra, o "su per la pozza d'acqua", e Red è quello che li porta "su per la sponda d'acqua".
La canzone è intonata in due film dedicati all'Uomo Ragno: nel 2002 da Willem Dafoe  nel ruolo di Green Goblin in Spider-Man e nel 2014 da Jamie Foxx nel ruolo di Electro in The Amazing Spider-Man 2.

### Televisione
Bart Simpson canta la rima nel decimo episodio della quarta stagione de I Simpson. È stata presentata nel programma per bambini Dora l'esploratrice e nell'episodio di South Park "Something You Can Do with Finger". Un bambino che canta la rima due volte può essere ascoltato nell'apertura dell'episodio di Criminal Minds "Gatekeeper ".  Nell'adattamento Netflix di A Series of Unfortunate Events di Lemony Snicket, durante la metà dell'episodio "Slippery Slope, Part 1", durante la scena in cui i Baudelaires sfuggono agli Snow Scout, Lemony Snicket dice agli spettatori di riferire la scena alla canzone, sapendo che essi l'hanno imparata durante la loro infanzia.